# 劉文俊
劉文俊（約1971年—），香港著名臨時演員，擔任臨時演員超過20年，並擁有自己的臨時演員管理公司。
劉文俊14歲開始擔任臨時演員，其自言小時候是因為抱著成為明星的心態而加入，後來數年他的事務無甚進展，曾一度心灰意冷。他指入行初期只得40元一天，每天三餐均要在家中進食，並且要走路上班，甚至在片場跟異性約會，甚為艱辛。
而他的電視演員生涯主要活躍於1980年代，由於他的樣貌兇惡，其一直主要飾演壞份子、店小二、路人一類綠葉角色。他曾在無綫電視電視劇《新紮師兄》中演繹劇中女主角「謝穎之」（張曼玉飾）的妹妹「謝穎茵」（徐貴櫻飾）的男朋友角色，而在劇中的名字正好是「韋家輝」，即該套劇集的編劇、後來成為著名導演的韋家輝本人。
一次機會下，劉文俊獲香港電台垂青, 獲得不少演出機會, 在《警訊》案件重演專演大賊角色，並曾於多套香港教育電視節目演出, 一時引來莫大迴響，不少觀眾對他的角色印象深刻，吸引到《明報周刊》採訪，就造他的知名度的提升，
1990年代，劉文俊自行創業，開辦了一家負責安排臨記工作的經理人公司（潤天演員公司），自始加入老闆行列，公司有約千名臨時演員。

## 曾參與的演出

### 電視劇
TVB
- 《香港84－86》飾 蘇小姐弟弟
- 《城市故事》飾 許志華同學
- 《蓋世豪俠》（1989年，第30集）飾 穹蒼派弟子
- 《人間蒸發》（2005年）
- 《新紮師兄》
- 《O記實錄》
- 《壹號皇庭》
- 《壹號皇庭III》
- 《射鵰英雄傳 (1983年電視劇)》
- 《魔域桃源(1984年電視劇)》
- 《學警出更》
- 《誓不低頭 (無綫電視劇)》
- 《午夜太陽 (電視劇)》
- 《新重案傳真》
- 《阿Sir早晨》
- 《大運河 (電視劇)》
- 《當代男兒》
- 《新紮師兄1988》
- 《我本善良 (無綫電視劇)》
- 《賊公阿牛》
- 《命運快車》
- 《黃大仙 (電視劇)》
- 《雌雄大老千》
- 《皇上保重》
- 《吉星報喜》
- 《生死訟》
- 《流氓大亨》
- 《天地男兒》

ATV
- 《香港奇案實錄之重裝悍匪》飾 喪明（2006年）

HKTV
- 《導火新聞線》第13集（2015年）

ViuTV
- 《周六食花生》第8集（2024年）

### 電影
- 1987年：《監獄風雲》
- 1989年：《追女重案組》
- 1989年：《特警90》
- 1990年：《特警90 II 之亡命天涯》
- 1995年：《殺戮少年》
- 1995年：《迷情特警》
- 1996年：《夢幻拍檔》
- 1999年：《二奶奪位》
- 1999年：《迷幻美少女》
- 1999年：《界刀淫魔》
- 1999年：《紙包夢驚魂》
- 1999年：《渡假屋偷窺事件》
- 2000年：《死亡網絡》
- 2009年：《機動部隊—人性》
- 2015年：《ATM提款機》
- 2016年：《暗色天堂》

### 廣告
- CompassVisa廣告